# Барди
Барди (итал. Bardi) је насеље у Италији у округу Парма, региону Емилија-Ромања.
Према процени из 2011. у насељу је живело 923 становника. Насеље се налази на надморској висини од 610 м.

## Становништво
| 1931. | 1936. | 1951. | 1961. | 1971. | 1981. | 1991. | 2001. | 2011. |
| ----- | ----- | ----- | ----- | ----- | ----- | ----- | ----- | ----- |
| 8.364 | 7.985 | 7.442 | 5.886 | 4.227 | 3.838 | 3.393 | 2.719 | 2.337 |